# Удалённые переговоры
Удалённые переговоры — разновидность переговоров с использованием технических средств (телефона, электронной почты, онлайн видеоконференций) без непосредственного присутствия.

## Удалённые переговоры, как вид деловых переговоров
Удалённые переговоры можно разделить на три направления:
1. Переговоры, осуществляемые посредством телефонной (мобильной) связи
2. Переговоры, осуществляемые посредством деловой переписки с помощью различных почтовых форм и программ
3. Переговоры по видеоконференции

### Особенности телефонных переговоров
В переговорах по телефону легче застать оппонента врасплох, а значит, можно воспользоваться ситуацией и не дать ему использовать свои преимущества. Также такой тип переговоров позволяет свободно пользоваться справочной информацией, привлекать консультантов или же свою команду, чтобы занять более выгодную позицию. Ещё один преимуществом телефонных переговоров заключается в том, что их возможно записать на диктофон, что позволит при необходимости напомнить оппоненту о его словах или обещаниях. Кроме того, телеконференции, которые позволят донести информацию всем участникам, существенно сэкономят время.

### Особенности переговоров посредством электронной почты
Деловая переписка — один из способов реализации делового общения с партнёрами или между сотрудниками, в ходе которого происходит обмен мнениями, новыми мыслями и предложениями; где знание психологических особенностей способствуют эффективному взаимодействию с адресатом.
Одним из основных средством осуществления деловой переписки является электронная почта. Преимущества электронной почты:
- Электронная почта не требует финансовых трат.
- Доступна с любого электронного устройства, подключенного к сети Интернет
- Нет ограничений по времени для отправления ответа (за исключением строго оговоренного времени для отправления сообщения)
- Позволяет отправлять прикрепленные вложения.

### Особенности переговоров по видеоконференции
Видеоконференция позволяет работать не только по схеме «человек-компьютер-человек», но и «человек-компьютер-команда». В зарубежной практике данный вид переговоров используется так же и для решения конфликтов онлайн.

- Присутствует невербальный компонент общения
- Есть возможность обмена данными
- Демонстрация рабочих графиков и таблиц на экране
- Осуществление переговоров не только из офиса, но и из дома.